# Lista de séries da RTP1
Uma lista de séries da RTP1:

## Década de 1950
| # | Início                 | Término            | Título                  | Temporada(s) / Episódios  | Autor                             |
| - | ---------------------- | ------------------ | ----------------------- | ------------------------- | --------------------------------- |
| 1 | 1957                   | 1957               | A Anedota da Semana     | —                         | —                                 |
| 2 | 1957                   | 1957               | A Loja da Esquina       | —                         | Francisco Mata e Nelson de Barros |
| 3 | 1957                   | 1957               | Os Televizinhos         | —                         | Aníbal Nazaré                     |
| 4 | 1958                   | 1958               | Enquanto os Dias Passam | —                         | Armando Vieira Pinto              |
| 5 | 1958                   | 1960               | O Senhor que se Segue   | —                         | —                                 |
| 6 | 1958                   | 1958               | Quando Portugal Canta   | —                         | —                                 |
| 7 | 10 de dezembro de 1959 | 7 de abril de 1960 | Uma Família Inglesa     | 1 temporada, 17 episódios | Júlio Dinis                       |

## Década de 1960
| #  | Início                 | Término                | Título                                      | Temporada(s) / Episódios   | Autor                             |
| -- | ---------------------- | ---------------------- | ------------------------------------------- | -------------------------- | --------------------------------- |
| 8  | 1960                   | 1960                   | A Lena e o Carlos                           | —                          | —                                 |
| 9  | 25 de agosto de 1960   | 1 de dezembro de 1960  | Lisboa em Camisa                            | 1 temporada, 15 episódios  | Gervásio Lobato                   |
| 10 | 15 de abril de 1961    | 1961                   | O Bota de Elástico                          | —                          | Jorge Figueiredo de Barros        |
| 11 | 7 de janeiro de 1961   | 1961                   | Querida Sara                                | —                          | Armando Vieira Pinto              |
| 12 | 12 de abril de 1961    | 23 de agosto de 1961   | As Aventuras de Eva                         | 1 temporada, 20 episódios  | Luis Iglesias                     |
| 13 | 5 de maio de 1961      | 21 de dezembro de 1965 | Histórias Simples da Gente Cá do Meu Bairro | 2 temporadas, 19 episódios | Varela Silva                      |
| 14 | 16 de setembro de 1961 | 30 de setembro de 1961 | A Família Barata                            | 1 temporada, 3 episódios   | Fernando Santos                   |
| 15 | 1962                   | 1962                   | Esperança                                   | —                          | Armando Vieira Pinto              |
| 16 | 23 de junho de 1962    | 29 de janeiro de 1965  | Cenas da Vida de uma Atriz                  | 2 temporadas, 11 episódios | Costa Ferreira                    |
| 17 | 5 de janeiro de 1963   | 2 de fevereiro de 1963 | Um Homem Chamado Felizardo                  | 1 temporada, 5 episódios   | Armando Vieira Pinto              |
| 18 | 1 de março de 1963     | 14 de março de 1963    | Um Quarto com Vista Para o Mar              | 1 temporada, 11 episódios  | Olavo Eça Leal                    |
| 19 | 1964                   | 1964                   | Os Três Saloios                             | —                          | —                                 |
| 20 | 5 de dezembro de 1964  | 23 de janeiro de 1965  | A TV Através dos Tempos                     | 1 temporada, 7 episódios   | —                                 |
| 21 | 5 de fevereiro de 1965 | 12 de março de 1965    | Relações Sociais                            | 1 temporada, 6 episódios   | —                                 |
| 22 | 1965                   | 1965                   | Terceiro Esquerdo                           | 1 temporada, 6 episódios   | Fernando Frazão                   |
| 23 | 27 de novembro de 1965 | 11 de junho de 1966    | Uma História por Semana                     | 2 temporadas, 14 episódios | Henrique Santana                  |
| 24 | 9 de julho de 1966     | 13 de agosto de 1966   | Uma Velha Que Tinha um Gato                 | 1 temporada, 6 episódios   | Olavo d'Eça Leal                  |
| 25 | 27 de agosto de 1966   | 15 de outubro de 1966  | Estrela Circulação                          | 1 temporada, 8 episódios   | Rui Correia Leite                 |
| 26 | 22 de outubro de 1966  | 3 de dezembro de 1966  | Sete Pecados Mortais                        | 1 temporada, 7 episódios   | Olavo d'Eça Leal e Costa Ferreira |
| 27 | 16 de outubro de 1967  | —                      | Gente Nova                                  | 1 temporada, 30 episódios  | Francisco Mata                    |

## Década de 1970
| #  | Início                 | Término                | Título                                    | Temporada(s) / Episódios  | Autor                  |
| -- | ---------------------- | ---------------------- | ----------------------------------------- | ------------------------- | ---------------------- |
| 28 | 11 de agosto de 1970   | 20 de outubro de 1970  | O Jogo da Verdade                         | 1 temporada, 6 episódios  | Costa Ferreira         |
| 29 | 6 de outubro de 1975   | 3 de novembro de 1975  | Angústia para o Jantar                    | 1 temporada, 5 episódios  | Luís de Sttau Monteiro |
| 30 | 13 de março de 1976    | 27 de setembro de 1976 | Cantigamente                              | 1 temporada, 6 episódios  | Alexandre O'Neill      |
| 31 | 1978                   | 1978                   | Autorretratos: Ivone Silva, a "Faz-Tudo"  | 1 temporada, 7 episódios  | César de Oliveira      |
| 32 | 24 de junho de 1978    | 2 de setembro de 1978  | O Espelho dos Acácios                     | 1 temporada, 6 episódios  | César de Oliveira      |
| 33 | 12 de novembro de 1978 | 24 de dezembro de 1978 | Amor de Perdição: Memórias de uma Família | 1 temporada, 6 episódios  | Manoel de Oliveira     |
| 34 | 11 de março de 1979    | 29 de abril de 1979    | O Homem Que Matou o Diabo                 | 1 temporada, 8 episódios  | António Faria          |
| 35 | 10 de maio de 1979     | 31 de maio de 1979     | Os Maias                                  | 1 temporada, 4 episódios  | Ferrão Katzenstein     |
| 36 | 1979                   | 1980                   | Histórias com Pés e Cabeça                | 1 temporada, 12 episódios | Manuel António Pina    |
| 37 | 9 de dezembro de 1979  | 30 de dezembro de 1979 | Os Putos                                  | 1 temporada, 4 episódios  | Altino do Tojal        |

## Década de 1980
| #  | Início                 | Término                | Título                                                 | Temporada(s) / Episódios   | Autor                                                                                         | Produtora          |
| -- | ---------------------- | ---------------------- | ------------------------------------------------------ | -------------------------- | --------------------------------------------------------------------------------------------- | ------------------ |
| 38 | 20 de abril de 1980    | 5 de julho de 1980     | Retalhos da Vida de um Médico                          | 1 temporada, 12 episódios  | Bernardo Santareno, Carlos Coutinho, Olga Gonçalves, Urbano Tavares Rodrigues e Dinis Machado | —                  |
| 39 | 18 de outubro de 1981  | 3 de janeiro de 1982   | Gervásio Não Vai ao Ginásio                            | 1 temporada, 12 episódios  | Maria Madalena Fernandes                                                                      | —                  |
| 40 | 22 de outubro de 1981  | 12 de novembro de 1981 | Uma Cidade como a Nossa                                | 1 temporada, 4 episódios   | Pedro Costa                                                                                   | —                  |
| 41 | outubro de 1981        | 1981                   | Branco, Sousa e Companhia                              | —                          | —                                                                                             | —                  |
| 42 | 31 de julho de 1982    | 23 de outubro de 1982  | Pedro e Paulina                                        | 1 temporada, 13 episódios  | Carlos Manuel Rodrigues e Álvaro Magalhães dos Santos                                         | —                  |
| 43 | 1 de novembro de 1982  | 15 de novembro de 1982 | A Senhora Ministra                                     | 1 temporada, 3 episódios   | Eduardo Scwalbach                                                                             | —                  |
| 44 | 12 de novembro de 1982 | 28 de janeiro de 1983  | Gente Fina é Outra Coisa                               | 1 temporada, 12 episódios  | César de Oliveira e Nicolau Breyner                                                           | Edipim             |
| 45 | 24 de janeiro de 1983  | 18 de abril de 1983    | A Tragédia da Rua das Flores                           | 1 temporada, 12 episódios  | Luis de Pina e Ferrão Katzenstein                                                             | —                  |
| 46 | 12 de março de 1984    | 16 de março de 1984    | Fim de Século                                          | 1 temporada, 2 episódios   | Sérgio Porthman                                                                               | —                  |
| 47 | 8 de novembro de 1985  | 29 de novembro de 1985 | Em Lisboa, Uma Vez…                                    | 1 temporada, 4 episódios   | Luís Filipe Costa, Pedro Belo, Francisco Moita Flores                                         | —                  |
| 48 | 6 de dezembro de 1985  | 24 de junho de 1989    | Duarte e Companhia                                     | 5 temporadas, 39 episódios | João Miguel Paulino                                                                           | —                  |
| 49 | 15 de outubro de 1986  | 14 de janeiro de 1987  | O Anel Mágico                                          | 1 temporada, 12 episódios  | Ana Maria Magalhães, Isabel Alçada, Maria Teresa Ramalho e João Mattos e Silva                | —                  |
| 50 | 28 de dezembro de 1986 | 15 de março de 1987    | Contos Mágicos                                         | 1 temporada, 12 episódios  | Adaptação de contos tradicionais de vários países                                             | —                  |
| 51 | 11 de abril de 1987    | 18 de julho de 1987    | Os Amigos do Tejo                                      | 1 temporada, 15 episódios  | Carlos Diogo                                                                                  | Contraluz          |
| 52 | 17 de outubro de 1987  | 9 de janeiro de 1988   | Estrada Larga                                          | 1 temporada, 13 episódios  | Maria João Lucas                                                                              | Videomedia         |
| 53 | 27 de outubro de 1987  | 7 de novembro de 1987  | A Relíquia                                             | 1 temporada, 3 episódios   | Luís de Sttau Monteiro                                                                        | —                  |
| 54 | 21 de dezembro de 1987 | 29 de dezembro de 1987 | Iratan e Iracema - Os Meninos Mais Malcriados do Mundo | 1 temporada, 6 episódios   | Olavo d'Eça Leal                                                                              | —                  |
| 55 | 16 de janeiro de 1988  | 16 de abril de 1988    | Cobardias                                              | 1 temporada, 13 episódios  | Miguel Rovisco                                                                                | TV 5 Mhz           |
| 56 | 22 de abril de 1988    | 27 de maio de 1988     | Contos e Vigários                                      | 1 temporada, 6 episódios   | António Victorino d'Almeida                                                                   | —                  |
| 57 | 3 de junho de 1988     | 24 de junho de 1988    | A Vida ao Pé de Nós                                    | 1 temporada, 3 episódios   | Luís Filipe Costa, Isabel Medina, Mário de Carvalho                                           | —                  |
| 58 | 8 de julho de 1988     | 22 de julho de 1988    | Histórias Quase Clínicas                               | 1 temporada, 3 episódios   | Armando Moreno                                                                                | —                  |
| 59 | 29 de julho de 1988    | 21 de outubro de 1988  | Homens da Segurança                                    | 1 temporada, 39 episódios  | Nicolau Breyner                                                                               | Estúdios Atlântida |
| 60 | 23 de outubro de 1988  | 13 de novembro de 1988 | A Mala de Cartão                                       | 1 temporada, 4 episódios   | Michel Wyn                                                                                    | —                  |
| 61 | 4 de dezembro de 1988  | 18 de dezembro de 1988 | Topaze                                                 | 1 temporada, 4 episódios   | Marcel Pagnol                                                                                 | —                  |
| 62 | 9 de abril de 1989     | 21 de outubro de 1989  | Fados                                                  | 1 temporada, 10 episódios  | vários autores                                                                                | —                  |
| 63 | 20 de maio de 1989     | 24 de junho de 1989    | Ai… Life                                               | 1 temporada, 6 episódios   | Herlander Peyroteo                                                                            | —                  |
| 64 | 23 de julho de 1989    | 27 de agosto de 1989   | Crime à Portuguesa                                     | 1 temporada, 6 episódios   | António Modesto Navarro e Miguel Barbosa                                                      | —                  |
| 65 | 5 de agosto de 1989    | 16 de setembro de 1989 | A Tribo dos Penas Brancas                              | 1 temporada, 7 episódios   | Jorge Cabral, Viriato Coelho                                                                  | —                  |
| 66 | 28 de outubro de 1989  | 11 de novembro de 1989 | Esta Noite Sonhei com Brueghel                         | 1 temporada, 3 episódios   | Fernanda Botelho                                                                              | —                  |
| 67 | 18 de novembro de 1989 | 6 de janeiro de 1990   | Caixa Alta                                             | 1 temporada, 7 episódios   | Ana Rita Martinho e Manuel Arouca                                                             | Estúdios Atlântida |

## Década de 1990
| #   | Início                 | Término                 | Título                              | Temporada(s) / Episódios    | Autor | Produtora            |
| --- | ---------------------- | ----------------------- | ----------------------------------- | --------------------------- | --- | -------------------- |
| 68  | 13 de janeiro de 1990  | 10 de fevereiro de 1990 | A Morgadinha dos Canaviais          | 1 temporada, 5 episódios    | Ferrão Katzenstein | —                    |
| 69  | 28 de janeiro de 1990  | 11 de março de 1990     | O Posto                             | 1 temporada, 6 episódios    | Nicolau Breyner e Carlos Areia | EV                   |
| 70  | 18 de março de 1990    | 17 de julho de 1990     | Napoleão, Meu Amor!                 | 1 temporada, 7 episódios    | Carlos Areia, Manuel Arouca, Ana Rita Martinho | —                    |
| 71  | 30 de abril de 1990    | 4 de junho de 1990      | Chuva de Maio                       | 1 temporada, 6 episódios    | Zé Arantes | Edipim               |
| 72  | 7 de julho de 1990     | 8 de setembro de 1990   | Nem o Pai Morre nem a Gente Almoça  | 1 temporada, 13 episódios   | Nicolau Breyner | Edipim               |
| 73  | 16 de agosto de 1990   | 13 de setembro de 1990  | O Cacilheiro do Amor                | 1 temporada, 8 episódios    | Mário Lindolfo e Júlio César | EV                   |
| 74  | 22 de setembro de 1990 | 2 de maio de 1993       | Os Melhores Anos                    | 2 temporadas, 26 episódios  | João Aguiar | —                    |
| 75  | 22 de setembro de 1990 | 13 de outubro de 1990   | Um Amor Feliz                       | 1 temporada, 4 episódios    | David Mourão-Ferreira | —                    |
| 76  | 20 de outubro de 1990  | 3 de novembro de 1990   | O Processo de Camilo e Ana Plácido  | 1 temporada, 3 episódios    | Luís Francisco Rebello | —                    |
| 77  | 22 de dezembro de 1990 | 29 de dezembro de 1990  | Duas Histórias de que o Diabo Gosta | 1 temporada, 2 episódios    | Doc Comparato | —                    |
| 78  | 5 de janeiro de 1991   | 19 de janeiro de 1991   | Alentejo sem Lei                    | 1 temporada, 3 episódios    | Paulo Branco | —                    |
| 79  | 12 de janeiro de 1991  | 26 de janeiro de 1991   | A Marquesa de Vila Rica             | 1 temporada, 3 episódios    | João Aguiar | —                    |
| 80  | 26 de janeiro de 1991  | 29 de outubro de 1993   | Terra Instável                      | 2 temporadas, 11 episódios  | Viale Moutinho, Violeta Figueiredo, Isabel Medina, Mira Coelho, José Jorge Letria, António Torrado, Herlander Peyroteo, Maria João Rocha, Luís Filipe e Jaime Costa | —                    |
| 81  | 2 de fevereiro de 1991 | 27 de abril de 1991     | Quem Manda Sou Eu                   | 1 temporada, 13 episódios   | Manuel Arouca | Estúdios Atlântida   |
| 82  | 2 de março de 1991     | 15 de junho de 1991     | Claxon                              | 1 temporada, 13 episódios   | António Pinho e António Cordeiro | Miragem              |
| 83  | 22 de junho de 1991    | 20 de julho de 1991     | Corações Periféricos                | 1 temporada, 4 episódios    | Fernando Ávila, Pedro Ruivo, Luís Alvarães e Manuel Mozos | —                    |
| 84  | 9 de agosto de 1991    | 13 de setembro de 1991  | A Grande Mentira                    | 1 temporada, 6 episódios    | Manuel Arouca e Ana Rita Martinho |                      |
| 85  | 11 de agosto de 1991   | 15 de setembro de 1991  | Loucuras de Verão                   | 1 temporada, 6 episódios    | Jayme Camargo | —                    |
| 86  | 19 de outubro de 1991  | 2 de novembro de 1991   | O Café do Ambriz                    | 1 temporada, 3 episódios    | Ângela Caires | —                    |
| 87  | 9 de novembro de 1991  | 30 de novembro de 1991  | O Mandarim                          | 1 temporada, 4 episódios    | José Fanha e Mira Coelho | —                    |
| 88  | 14 de novembro de 1991 | 28 de novembro de 1991  | Histórias Fantásticas               | 1 temporada, 3 episódios    | Carlos Barradas | —                    |
| 89  | 4 de janeiro de 1992   | 4 de abril de 1992      | André Topa-Tudo                     | 1 temporada, 13 episódios   | António Torrado | —                    |
| 90  | 2 de março de 1992     | 16 de março de 1992     | Crimes Pré-Feitos                   | 1 temporada, 3 episódios    | Isabel Medina | —                    |
| 91  | 7 de maio de 1992      | 21 de maio de 1992      | Pós de Bem-Querer                   | 1 temporada, 4 episódios    | António Torrado | —                    |
| 92  | 9 de maio de 1992      | 20 de junho de 1992     | O Quadro Roubado                    | 1 temporada, 6 episódios    | Ilse Losa | —                    |
| 93  | 27 de junho de 1992    | 1 de agosto de 1992     | Esfera Ki                           | 1 temporada, 6 episódios    | Isabel Medina | —                    |
| 94  | 18 de setembro de 1992 | 10 de setembro de 1993  | Marina, Marina                      | 1 temporada, 52 episódios   | Carlos Cruz, Virgílio Castelo, Carlos Fontoura e Manuel Domingos | CCA                  |
| 95  | 15 de março de 1993    | 7 de setembro de 1993   | Cupido Electrónico                  | 1 temporada, 26 episódios   | Jayme Camargo | Máquina dos Sonhos   |
| 96  | 3 de julho de 1993     | 31 de julho de 1993     | Procura-se                          | 1 temporada, 5 episódios    | José Fanha | —                    |
| 97  | 4 de julho de 1993     | 20 de novembro de 1993  | Clube Paraíso                       | 1 temporada, 21 episódios   | Álvaro Magalhães e Carlos Tê | RTP Porto            |
| 98  | 15 de setembro de 1993 | 25 de setembro de 1994  | Sozinhos em Casa                    | 1 temporada, 52 episódios   | Mário Zambujal, Virgílio Castelo e Carlos Cruz | CCA                  |
| 99  | 17 de setembro de 1993 | 31 de janeiro de 1996   | Nico d'Obra                         | 6 temporadas, 113 episódios | Mário Zambujal | CCA                  |
| 100 | 19 de setembro de 1993 | 20 de março de 1994     | Os Bonecos da Bola                  | 1 temporada, 26 episódios   | Ana Bola | —                    |
| 101 | 11 de julho de 1994    | 27 de julho de 1994     | O Bando dos Quatro                  | 1 temporada, 13 episódios   | João Miguel | —                    |
| 102 | 1 de agosto de 1994    | 15 de fevereiro de 1998 | Os Andrades                         | 2 temporadas, 52 episódios  | Álvaro Magalhães e Manuel António Pina | RTP Porto            |
| 103 | 29 de novembro de 1994 | 16 de abril de 1997     | A Mulher do Senhor Ministro         | 3 temporadas, 91 episódios  | Ana Bola | —                    |
| 104 | 4 de julho de 1995     | 19 de setembro de 1995  | Tudo ao Molho e Fé em Deus          | 1 temporada, 12 episódios   | Ana Bola e Rosa Lobato de Faria | —                    |
| 105 | 8 de julho de 1995     | 23 de setembro de 1996  | Queridas e Maduras                  | 2 temporadas, 26 episódios  | Susan Harris | —                    |
| 106 | 1 de novembro de 1995  | 20 de dezembro de 1995  | Crónica do Tempo                    | 1 temporada, 7 episódios    | Maria Isabel Barreno, Ana Rita Martinho e Maria João Mira | Estúdios Atlântida   |
| 107 | 8 de agosto de 1996    | 8 de junho de 1998      | Reformado e Mal Pago                | 1 temporada, 26 episódios   | Pedro Bastos e Rui Vilhena | Multicena            |
| 108 | 4 de setembro de 1996  | 24 de dezembro de 2003  | As Lições do Tonecas                | —                           | José Oliveira Cosme | Firmadois            |
| 109 | 1 de outubro de 1996   | 29 de agosto de 2000    | Nós os Ricos                        | 9 temporadas, 128 episódios | Mário Zambujal e José Fanha | CCA                  |
| 110 | 3 de outubro de 1996   | 17 de abril de 1997     | Polícias                            | 2 temporadas, 26 episódios  | Luís Filipe Costa e Francisco Moita Flores | Multicena            |
| 111 | 26 de outubro de 1996  | 12 de abril de 1997     | Os Imparáveis                       | 1 temporada, 26 episódios   | Mário Zambujal | —                    |
| 112 | 10 de abril de 1997    | 9 de julho de 1997      | Lelé e Zequinha                     | 1 temporada, 13 episódios   | Aníbal Nazaré, Nelson de Barros | —                    |
| 113 | 12 de abril de 1997    | 12 de julho de 1997     | Meu Querido Avô                     | 1 temporada, 13 episódios   | José Fanha | ZMC                  |
| 114 | 4 de outubro de 1997   | 31 de maio de 1998      | Riscos                              | 1 temporada, 70 episódios   | Pedro Castro | FIT                  |
| 115 | 7 de outubro de 1997   | 30 de março de 1998     | Não Há Duas Sem Três                | 1 temporada, 26 episódios   | Henrique Feist e Fernando Heitor | MMM                  |
| 116 | 13 de outubro de 1997  | 29 de outubro de 1997   | Mistérios de Lisboa                 | 1 temporada, 13 episódios   | Abel Neves | —                    |
| 117 | 20 de janeiro de 1998  | 14 de abril de 1998     | Solteiros                           | 1 temporada, 13 episódios   | Paulo Narciso, Pedro Castro | D&D Audiovisuais     |
| 118 | 5 de abril de 1998     | 30 de abril de 2000     | Major Alvega                        | 1 temporada, 26 episódios   | José Pina e Filipe Homem Fonseca | Miragem              |
| 119 | 21 de setembro de 1998 | 23 de novembro de 1998  | Ballet Rose                         | 1 temporada, 10 episódios   | Francisco Moita Flores e Felícia Cabrita | —                    |
| 120 | 16 de outubro de 1998  | 9 de abril de 1999      | Uma Casa em Fanicos                 | 1 temporada, 26 episódios   | Nicolau Breyner | Multicena            |
| 121 | 21 de outubro de 1998  | 14 de março de 1999     | Débora                              | 1 temporada, 26 episódios   | Ana Bola | MMM                  |
| 122 | 25 de novembro de 1998 | 15 de março de 2000     | Diário de Maria                     | 1 temporada, 60 episódios   | João Louro | FIT                  |
| 123 | 4 de setembro de 1999  | 18 de setembro de 1999  | Hotel Bon Séjour                    | 1 temporada, 3 episódios    | António Torrado | —                    |
| 124 | 13 de setembro de 1999 | 15 de março de 2000     | Esquadra de Polícia                 | 1 temporada, 26 episódios   | Francisco Moita Flores | —                    |
| 125 | 8 de outubro de 1999   | 7 de abril de 2000      | Não és Homem, Não és Nada           | 1 temporada, 26 episódios   | Filipe Homem Fonseca, Eduardo Madeira, João Quadros, Miguel Viterbo                                                                                                 | Herman Zap Produções |

## Década de 2000
| #   | Início                  | Término                | Título                        | Temporada(s) / Episódios    | Autor | Produtora                                        |
| --- | ----------------------- | ---------------------- | ----------------------------- | --------------------------- | --- | ------------------------------------------------ |
| 126 | 24 de janeiro de 2000   | 17 de julho de 2000    | A Senhora Ministra            | 1 temporada, 26 episódios   | Ana Bola                                                                                                  | Teresa Guilherme Produções                       |
| 127 | 30 de janeiro de 2000   | 6 de maio de 2000      | Con(s)certos na Cave          | 1 temporada, 13 episódios   | João Alfacinha da Silva                                                                                   | —                                                |
| 128 | 11 de fevereiro de 2000 | 5 de maio de 2000      | A Raia dos Medos              | 1 temporada, 13 episódios   | Francisco Moita Flores                                                                                    | Multicena                                        |
| 129 | 7 de março de 2000      | 15 de agosto de 2000   | Bacalhau com Todos            | 1 temporada, 24 episódios   | Guilherme Leite                                                                                           | 625 Produções Audiovisuais & Altavision Portugal |
| 130 | 22 de maio de 2000      | 12 de junho de 2000    | Garrett                       | 1 temporada, 4 episódios    | António Torrado                                                                                           | —                                                |
| 131 | 3 de outubro de 2000    | 26 de dezembro de 2000 | Conde de Abranhos             | 1 temporada, 13 episódios   | Francisco Moita Flores                                                                                    | Antinomia                                        |
| 132 | outubro de 2000         | 1 de agosto de 2001    | Mãos à Obra                   | 1 temporada, 8 episódios    | — | RTP                                              |
| 133 | 5 de outubro de 2000    | 28 de dezembro de 2000 | Cruzamentos                   | 1 temporada, 13 episódios   | Vanda de Sousa, João Louro                                                                                | NBP                                              |
| 134 | 8 de outubro de 2000    | 18 de janeiro de 2001  | Casa da Saudade               | 1 temporada, 13 episódios   | Filipe La Féria                                                                                           | —                                                |
| 135 | 11 de outubro de 2000   | 27 de outubro de 2000  | O Meu, o Teu e o Nosso        | 1 temporada, 13 episódios   | Álvaro Magalhães                                                                                          | —                                                |
| 136 | 13 de outubro de 2000   | 12 de janeiro de 2002  | Milionários à Força           | 2 temporadas, 26 episódios  | Isabel Fraústo e Helena Amaral, Paulo Narciso, Sérgio Henrique e Alexandre Honrado                        | D&D Audiovisuais                                 |
| 137 | 26 de novembro de 2000  | 27 de março de 2001    | Patilhas e Ventoinha          | 1 temporada, 13 episódios   | Rui Andrade e Manuel Correia                                                                              | Valentim de Carvalho                             |
| 138 | 26 de novembro de 2000  | 31 de agosto de 2001   | Histórias da Vida como Ela é  | 1 temporada, 10 episódios   | Nelson Rodrigues                                                                                          | Lusa Filmes                                      |
| 139 | 4 de janeiro de 2001    | 29 de março de 2001    | Café da Esquina               | 1 temporada, 12 episódios   | Rui Vilhena                                                                                               | Zoom Out                                         |
| 140 | 8 de janeiro de 2001    | 16 de abril de 2001    | A Febre do Ouro Negro         | 1 temporada, 13 episódios   | Júlia Pinheiro, Felícia Cabrita e Manuel Arouca                                                           | —                                                |
| 141 | 12 de janeiro de 2001   | 26 de agosto de 2001   | Alves dos Reis, um Seu Criado | 1 temporada, 50 episódios   | Francisco Moita Flores                                                                                    | Antinomia                                        |
| 142 | 28 de março de 2001     | 11 de julho de 2001    | Maiores de 20                 | 1 temporada, 16 episódios   | Willeke Frima e Jean Ummels                                                                               | Endemol Portugal                                 |
| 143 | 19 de abril de 2001     | 12 de julho de 2001    | Elsa, uma Mulher Assim        | 1 temporada, 13 episódios   | José Fanha                                                                                                | Miragem                                          |
| 144 | 11 de junho de 2001     | 17 de agosto de 2001   | Bastidores                    | 1 temporada, 50 episódios   | Rui Vilhena                                                                                               | Zoom Out                                         |
| 145 | 16 de junho de 2001     | 29 de julho de 2001    | Estação da Minha Vida         | 1 temporada, 13 episódios   | José Jorge Letria, Guilherme Leite, Luís Almeida Martins e Isabel Damatta                                 | 625 Produções Audiovisuais & Altavision Portugal |
| 146 | 6 de setembro de 2001   | 1 de fevereiro de 2003 | Paraíso Filmes                | 2 temporadas, 26 episódios  | Nuno Markl e Filipe Homem Fonseca                                                                         | Diamantino Filmes                                |
| 147 | 14 de setembro de 2001  | 18 de dezembro de 2001 | Segredo de Justiça            | 1 temporada, 13 episódios   | Álvaro Magalhães e M. A. Mota                                                                             | FO&CO                                            |
| 148 | 1 de janeiro de 2002    | 4 de junho de 2002     | Um Estranho em Casa           | 1 temporada, 60 episódios   | Isabel Medina                                                                                             | NBP                                              |
| 149 | 2 de janeiro de 2002    | 20 de abril de 2002    | Sociedade Anónima             | 1 temporada, 13 episódios   | Jorge Paixão da Costa                                                                                     | Multicena                                        |
| 150 | 4 de janeiro de 2002    | 2 de fevereiro de 2002 | O Crime…                      | 1 temporada, 5 episódios    | José Carlos de Oliveira e Hélder Costa                                                                    | ZDO Filmes                                       |
| 151 | 4 de fevereiro de 2002  | 15 de junho de 2002    | Fábrica das Anedotas          | 1 temporada, 78 episódios   | João Quadros, Henrique Cardoso Dias e Eduardo Madeira                                                     | Teresa Guilherme Produções e Duvideo             |
| 152 | 24 de março de 2002     | 19 de outubro de 2002  | Camilo, o Pendura             | 1 temporada, 26 episódios   | Camilo de Oliveira                                                                                        | SP Filmes e Fremantlemedia Portugal              |
| 153 | 8 de setembro de 2002   | 4 de março de 2006     | A Minha Sogra é uma Bruxa     | 2 temporadas, 52 episódios  | Henrique Oliveira                                                                                         | HOP!                                             |
| 154 | 10 de outubro de 2002   | 21 de janeiro de 2003  | O Processo dos Távoras        | 1 temporada, 13 episódios   | Francisco Moita Flores                                                                                    | Antinomia                                        |
| 155 | 3 de outubro de 2003    | 2 de janeiro de 2004   | Santos da Casa                | 1 temporada, 13 episódios   | Nicolau Breyner                                                                                           | —                                                |
| 156 | 24 de setembro de 2004  | 17 de dezembro de 2004 | A Ferreirinha                 | 1 temporada, 13 episódios   | Francisco Moita Flores                                                                                    | Antinomia                                        |
| 157 | 25 de setembro de 2004  | 9 de janeiro de 2005   | Segredo                       | 1 temporada, 28 episódios   | Patrícia Müller, Pedro Zimmermann, Izaías Almada                                                          | Stopline Films                                   |
| 158 | 14 de janeiro de 2005   | 8 de abril de 2005     | João Semana                   | 1 temporada, 13 episódios   | Francisco Moita Flores                                                                                    | Antinomia                                        |
| 159 | 20 de maio de 2005      | 7 de julho de 2005     | Amores, Desamores             | 1 temporada, 6 episódios    | Patrícia Müller                                                                                           | —                                                |
| 160 | 7 de outubro de 2005    | 30 de dezembro de 2005 | Pedro e Inês                  | 1 temporada, 13 episódios   | Francisco Moita Flores                                                                                    | Antinomia                                        |
| 161 | 13 de janeiro de 2006   | 3 de março de 2006     | Bocage                        | 1 temporada, 8 episódios    | Filipe Homem Fonseca e Nuno Duarte                                                                        | —                                                |
| 162 | 29 de janeiro de 2006   | 31 de dezembro de 2006 | Triângulo Jota                | 1 temporada, 13 episódios   | Bernardo Camisão, Henrique Oliveira, Mariana Esteves, Marie Louise Seltzer, Rodrigo Freitas e Vera d'Orey | HOP!                                             |
| 163 | 31 de março de 2006     | 23 de junho de 2006    | Quando os Lobos Uivam         | 1 temporada, 13 episódios   | Francisco Moita Flores                                                                                    | Antinomia                                        |
| 164 | 1 de agosto de 2006     | 24 de outubro de 2006  | Câmara Café                   | 1 temporada, 13 episódios   | Bruno Solo, Yvan Le Bolloc'h e Alain Kappauf                                                              | —                                                |
| 165 | 18 de dezembro de 2006  | 23 de dezembro de 2006 | Contos de Natal               | 1 temporada, 6 episódios    | Manuel da Fonseca, Miguel Torga, Raúl Brandão, Catarina Furtado, José Alberto de Carvalho                 | RTP, Utopia Filmes                               |
| 166 | 7 de janeiro de 2007    | 20 de abril de 2007    | Nome de Código: Sintra        | 1 temporada, 13 episódios   | Mário Cunha, Rita Benis, Sara Rodrigues                                                                   | —                                                |
| 167 | 22 de abril de 2007     | 16 de setembro de 2023 | Conta-me como Foi             | 8 temporadas, 156 episódios | Miguel Ángel Bernardeau                                                                                   | SP Televisão                                     |
| 168 | 2 de fevereiro de 2008  | 4 de fevereiro de 2008 | O Dia do Regicídio            | 1 temporada, 6 episódios    | Filipe Homem Fonseca e Mário Botequilha                                                                   | —                                                |
| 169 | 18 de outubro de 2008   | 19 de julho de 2012    | Liberdade 21                  | 3 temporadas, 52 episódios  | Pedro Lopes                                                                                               | SP Televisão                                     |
| 170 | 6 de fevereiro de 2009  | 29 de julho de 2012    | Pai à Força                   | 3 temporadas, 92 episódios  | Pedro Lopes                                                                                               | SP Televisão                                     |
| 171 | 12 de fevereiro de 2009 | 1 de junho de 2010     | A Minha Família               | 1 temporada, 26 episódios   | João Tordo e Paulo Lourenço                                                                               | —                                                |
| 172 | 22 de fevereiro de 2009 | 2 de agosto de 2009    | T2 Para 3 Remodelado          | 1 temporada, 22 episódios   | beActive                                                                                                  | —                                                |
| 173 | 24 de setembro de 2009  | 17 de dezembro de 2009 | Um Lugar para Viver           | 1 temporada, 13 episódios   | Artur Ribeiro                                                                                             | Plano 6                                          |
| 174 | 5 de outubro de 2009    | 6 de outubro de 2009   | Amália                        | 1 temporada, 2 episódios    | Pedro Marta Santos, João Tordo                                                                            | Valentim Carvalho Filmes                         |
| 175 | 2 de dezembro de 2009   | 10 de março de 2010    | O Que Se Passou Foi Isto      | 1 temporada, 13 episódios   | Nuno Artur Silva, Joana Marques, Roberto Pereira, Susana Romana                                           | A Má da Foca, Cinemate e Produções Ficticias     |

## Década de 2010
| #   | Início                 | Término                 | Título                      | Temporada(s) / Episódios    | Autor | Produtora                                                        |
| --- | ---------------------- | ----------------------- | --------------------------- | --------------------------- | --- | ---------------------------------------------------------------- |
| 176 | 13 de março de 2010    | 15 de maio de 2010      | O Dez                       | 1 temporada, 10 episódios   | J. B. Mota | Stopline Films                                                   |
| 177 | 23 de abril de 2010    | 16 de julho de 2010     | Cidade Despida              | 1 temporada, 13 episódios   | Pedro Lopes                                                                                                   | SP Televisão                                                     |
| 178 | 17 de julho de 2010    | 9 de outubro de 2010    | Regresso a Sizalinda        | 1 temporada, 43 episódios   | Ana Casaca e Carlos Matos Gomes                                                                               | RTP e TPA                                                        |
| 179 | 4 de outubro de 2010   | 5 de outubro de 2010    | República                   | 1 temporada, 2 episódios    | Rui Cardoso Martins, Nuno Duarte e Jorge Paixão da Costa                                                      | Ukbar Filmes                                                     |
| 180 | 9 de outubro de 2010   | 10 de outubro de 2010   | O Segredo de Miguel Zuzarte | 1 temporada, 2 episódios    | João Pupo, João Tordo, Pedro Lopes                                                                            | HOP!                                                             |
| 181 | 16 de outubro de 2010  | 17 de outubro de 2010   | A Noite do Fim do Mundo     | 1 temporada, 2 episódios    | Joaquim Fernandes                                                                                             | HOP!                                                             |
| 182 | 23 de outubro de 2010  | 24 de outubro de 2010   | Noite Sangrenta             | 1 temporada, 2 episódios    | Tiago Gomes Rodrigues e Fernando Vendrell                                                                     | DAVID & GOLIAS                                                   |
| 183 | 12 de novembro de 2010 | 30 de dezembro de 2011  | Voo Directo                 | 1 temporada, 26 episódios   | Pedro Lopes                                                                                                   | SP Televisão e Semba                                             |
| 184 | 23 de janeiro de 2011  | 13 de fevereiro de 2011 | O Último Tesouro            | 1 temporada, 7 episódios    | Miguel M. Matias                                                                                              | FilmConnection                                                   |
| 185 | 30 de janeiro de 2011  | 23 de fevereiro de 2013 | Maternidade                 | 2 temporadas, 39 episódios  | Pedro Lopes                                                                                                   | SP Televisão                                                     |
| 186 | 19 de março de 2011    | 20 de março de 2011     | Conexão                     | 1 temporada, 2 episódios    | João Nunes e Jorge Almeida                                                                                    | Continental Producciones, Prodigius Audiovisual e Stopline Films |
| 187 | 1 de maio de 2011      | 29 de maio de 2011      | Mistérios de Lisboa         | 1 temporada, 6 episódios    | Carlos Saboga                                                                                                 | Clap Filmes, Alfama Films, Arte France e Cofinova Développement  |
| 188 | 8 de maio de 2011      | 31 de julho de 2011     | Último a Sair               | 1 temporada, 37 episódios   | Bruno Nogueira, Frederico Pombares, João Quadros e Ricardo Freitas                                            | Até ao Fim do Mundo                                              |
| 189 | 25 de maio de 2011     | 24 de agosto de 2011    | A Sagrada Família           | 1 temporada, 13 episódios   | João Quadros e Roberto Pereira                                                                                | Mandala                                                          |
| 190 | 16 de julho de 2011    | 6 de agosto de 2011     | Viver é Fácil               | 1 temporada, 6 episódios    | Nuno Artur Silva                                                                                              | Produções Ficticias                                              |
| 191 | 22 de setembro de 2011 | 3 de novembro de 2011   | Tempo Final                 | 1 temporada, 6 episódios    | Pedro Varela                                                                                                  | Stopline Films                                                   |
| 192 | 24 de setembro de 2011 | 14 de abril de 2013     | Os Compadres                | 2 temporadas, 35 episódios  | Nicolau Breyner                                                                                               | Cinecool                                                         |
| 193 | 25 de setembro de 2011 | 28 de abril de 2012     | Velhos Amigos               | 1 temporada, 26 episódios   | Cláudia Chéu e Ana Morgado                                                                                    | SP Televisão                                                     |
| 194 | 2012                   | 2012                    | De Mal a Pior               | 1 temporada, 4 episódios    | João Lameira, Mafalda Melo                                                                                    | Academia RTP, 1ª edição                                          |
| 195 | 6 de dezembro de 2012  | 27 de dezembro de 2012  | Portugal Hoje - 4           | 1 temporada, 4 episódios    | José Luís Peixoto, Pedro Mexia, João Tordo, Valter Hugo Mãe                                                   | HOP!                                                             |
| 196 | 26 de dezembro de 2012 | 28 de dezembro de 2012  | Perdidamente Florbela       | 1 temporada, 3 episódios    | Vicente Alves do Ó                                                                                            | Ukbar Filmes                                                     |
| 197 | 14 de janeiro de 2013  | 10 de maio de 2013      | Sinais de Vida              | 1 temporada, 80 episódios   | Ana Lúcia Carvalho, Ana Vasques, Catarina Dias, Rita Roberto e Sebastião Salgado                              | SP Televisão                                                     |
| 198 | 19 de janeiro de 2013  | 8 de junho de 2013      | Hotel Cinco Estrelas        | 1 temporada, 20 episódios   | Henrique Cardoso Dias, Roberto Pereira e Frederico Pombares                                                   | Mandala                                                          |
| 199 | 19 de janeiro de 2013  | 28 de julho de 2013     | Depois do Adeus             | 1 temporada, 26 episódios   | Inês Gomes, Ana Vasques, Catarina Dias, José Pinto Carneiro, Luís Marques, Sebastião Salgado e Vasco Monteiro | SP Televisão                                                     |
| 200 | 20 de janeiro de 2013  | 9 de março de 2013      | Odisseia                    | 1 temporada, 8 episódios    | Bruno Nogueira, Gonçalo Waddington e Tiago Guedes                                                             | Take it Easy                                                     |
| 201 | 31 de março de 2013    | 14 de abril de 2013     | As Linhas de Torres         | 1 temporada, 3 episódios    | Carlos Saboga                                                                                                 | Alfama Films, Clap Filmes e France 3 Cinéma                      |
| 202 | 28 de abril de 2013    | 30 de dezembro de 2014  | A Mãe do Senhor Ministro    | 1 temporada, 20 episódios   | Ana Bola | Produções Fictícias                                              |
| 203 | 13 de maio de 2013     | 17 de março de 2016     | Bem-Vindos a Beirais        | 4 temporadas, 640 episódios | Ana Vasques e Miguel Simal                                                                                    | SP Televisão                                                     |
| 204 | 13 de outubro de 2013  | 1 de dezembro de 2013   | Uma Família Açoriana        | 1 temporada, 8 episódios    | António Barreto e Maria Filomena Mónica                                                                       | Cinepalco                                                        |
| 205 | 8 de dezembro de 2013  | 7 de junho de 2014      | Os Filhos do Rock           | 1 temporada, 26 episódios   | Pedro Varela                                                                                                  | Stopline Films                                                   |
| 206 | 21 de abril de 2014    | 25 de abril de 2014     | Mulheres de Abril           | 1 temporada, 5 episódios    | Henrique Oliveira, Mariana Esteves e Rodrigo Freitas                                                          | HOP!                                                             |
| 207 | 14 de julho de 2014    | 20 de maio de 2015      | Água de Mar                 | 3 temporadas, 156 episódios | Raquel Palermo e Vera Sacramento                                                                              | Coral Europa                                                     |
| 208 | 17 de junho de 2015    | 17 de julho de 2015     | Agora a Sério               | 1 temporada, 13 episódios   | Henrique Dias, Frederico Pombares e Roberto Pereira                                                           | RTP Porto                                                        |
| 209 | 16 de outubro de 2015  | 16 de setembro de 2016  | Nelo & Idália               | 1 temporada, 25 episódios   | Herman José                                                                                                   | Valentim de Carvalho                                             |
| 210 | 25 de dezembro de 2015 | 25 de dezembro de 2015  | O Pátio de Cantigas         | 1 temporada, 3 episódios    | Pedro Varela                                                                                                  | Skydreams Entertainment e Stopline Films                         |
| 211 | 25 de dezembro de 2015 | 25 de dezembro de 2015  | Virados do Avesso           | 1 temporada, 3 episódios    | Henrique Cardoso Dias e Roberto Pereira                                                                       | Cinecool e Cinemate                                              |
| 212 | 28 de dezembro de 2015 | 29 de dezembro de 2015  | Os Maias                    | 1 temporada, 4 episódios    | João Botelho                                                                                                  | Ar de Filmes, Bando à Parte e Raccord Produções                  |
| 213 | 4 de janeiro de 2016   | 4 de março de 2016      | Terapia                     | 1 temporada, 45 episódios   | Virgílio Castelo                                                                                              | SP Televisão                                                     |
| 214 | 8 de fevereiro de 2016 | 8 de fevereiro de 2016  | Mau Mau Maria               | 1 temporada, 2 episódios    | Marta Gomes e Marco Horácio                                                                                   | Creative Parlour e Marco Horácio Produções                       |
| 215 | 29 de março de 2016    | 26 de maio de 2016      | Aqui Tão Longe              | 1 temporada, 26 episódios   | Filipe Homem Fonseca                                                                                          | SP Televisão                                                     |
| 216 | 8 de maio de 2016      | 22 de maio de 2016      | O Leão da Estrela           | 1 temporada, 3 episódios    | Tiago Santos                                                                                                  | Stopline Films                                                   |
| 217 | 31 de maio de 2016     | 2 de junho de 2016      | Capitão Falcão              | 1 temporada, 3 episódios    | Nuria Leon Bernardo e João Leitão                                                                             | Individeos                                                       |
| 218 | 6 de setembro de 2016  | 17 de janeiro de 2017   | Mulheres Assim              | 1 temporada, 20 episódios   | Filipa Leal e Cláudia Chéu                                                                                    | Coral Europa                                                     |
| 219 | 7 de setembro de 2016  | 30 de novembro de 2016  | Os Boys                     | 1 temporada, 13 episódios   | Mário Botequilha e Vítor Elias                                                                                | Take it Easy                                                     |
| 220 | 8 de setembro de 2016  | 8 de dezembro de 2016   | Dentro                      | 1 temporada, 13 episódios   | Lara Morgado                                                                                                  | HOP!                                                             |
| 221 | 9 de setembro de 2016  | 20 de janeiro de 2017   | Miúdo Graúdo                | 1 temporada, 19 episódios   | Rita Henriques                                                                                                | Endemol Portugal                                                 |
| 222 | 2 de janeiro de 2017   | 29 de maio de 2017      | Ministério do Tempo         | 1 temporada, 21 episódios   | Adaptação da série espanhola "El Ministerio del Tiempo"                                                       | Iniziomedia                                                      |
| 223 | 4 de janeiro de 2017   | 13 de dezembro de 2017  | Sim, Chef!                  | 2 temporadas, 40 episódios  | Joana Pereira da Silva                                                                                        | Valentim de Carvalho                                             |
| 224 | 24 de janeiro de 2017  | 13 de junho de 2017     | Filha da Lei                | 1 temporada, 20 episódios   | Pedro Varela                                                                                                  | Stopline Films                                                   |
| 225 | 30 de março de 2017    | 4 de maio de 2017       | Vidago Palace               | 1 temporada, 6 episódios    | Henrique Oliveira                                                                                             | HOP! e Portocabo                                                 |
| 226 | 5 de julho de 2017     | 27 de setembro de 2017  | Madre Paula                 | 1 temporada, 13 episódios   | Patricia Müller                                                                                               | Vende-se Filmes                                                  |
| 227 | 21 de agosto de 2017   | 1 de setembro de 2017   | Os Jogadores                | 1 temporada, 2 episódios    | Nuno Bernardo                                                                                                 | beActive                                                         |
| 228 | 10 de setembro de 2017 | 19 de novembro de 2017  | Caminhos de Irmandade       | 1 temporada, 10 episódios   | Jacobo Paz | Shine Iberia Portugal                                            |
| 229 | 11 de setembro de 2017 | 29 de janeiro de 2018   | País Irmão                  | 1 temporada, 18 episódios   | Hugo Gonçalves, Tiago Santos e João Tordo                                                                     | Stopline Films                                                   |
| 230 | 15 de setembro de 2017 | 13 de outubro de 2017   | Fátima - Caminhos da Alma   | 1 temporada, 5 episódios    | João Canijo                                                                                                   | Les Films de l'Après-Midi e Midas Filmes                         |
| 231 | 19 de setembro de 2017 | 28 de novembro de 2017  | A Criação                   | 1 temporada, 10 episódios   | Pedro Bidarra                                                                                                 | Até ao Fim do Mundo                                              |
| 232 | 22 de dezembro de 2017 | 25 de dezembro de 2017  | A Família Ventura           | 1 temporada, 4 episódios    | Nuno Bernardo e Patrícia Brásia                                                                               | beActive                                                         |
| 233 | 3 de janeiro de 2018   | 2 de maio de 2018       | Excursões Air Lino          | 1 temporada, 13 episódios   | Filipe Homem Fonseca e Mário Botequilha                                                                       | Até ao Fim do Mundo                                              |
| 234 | 13 de março de 2018    | 19 de junho de 2018     | 1986                        | 1 temporada, 13 episódios   | Nuno Markl | Hop!                                                             |
| 235 | 28 de julho de 2018    | 27 de outubro de 2018   | Verão M                     | 1 temporada, 13 episódios   | Patrícia Sequeira                                                                                             | Santa Rita Filmes e Skydreams                                    |
| 236 | 12 de setembro de 2018 | 27 de março de 2019     | Circo Paraíso               | 2 temporadas, 26 episódios  | Patricia Müller                                                                                               | Vende-se Filmes                                                  |
| 237 | 26 de outubro de 2018  | 22 de junho de 2022     | 3 Mulheres                  | 2 temporadas, 23 episódios  | Fátima Ribeiro e Luís Alvarães                                                                                | David & Golias                                                   |
| 238 | 3 de novembro de 2018  | 17 de novembro de 2018  | Soldado Milhões             | 1 temporada, 3 episódios    | Jorge Paixão da Costa e Mário Botequilha                                                                      | Ukbar Filmes                                                     |
| 239 | 25 de janeiro de 2019  | 24 de maio de 2019      | Teorias da Conspiração      | 1 temporada, 18 episódios   | Artur Ribeiro                                                                                                 | Stopline Films                                                   |
| 240 | 7 de junho de 2019     | 20 de setembro de 2019  | O Nosso Cônsul em Havana    | 1 temporada, 13 episódios   | António Torrado e José Fanha                                                                                  | Francisco Manso Produção de Audiovisuais                         |
| 241 | 29 de julho de 2019    | 2 de setembro de 2019   | Solteira e Boa Rapariga     | 1 temporada, 26 episódios   | Vicente Alves do Ó                                                                                            | Ukbar Filmes                                                     |
| 242 | 8 de setembro de 2019  | 15 de dezembro de 2019  | Desliga a Televisão         | 1 temporada, 13 episódios   | Henrique Dias, Frederico Pombares, Roberto Pereira                                                            | Fremantle Portugal                                               |
| 243 | 28 de setembro de 2019 | 23 de novembro de 2019  | Sul                         | 1 temporada, 9 episódios    | Edgar Medina, Rui Cardoso Martins e Guilherme Mendonça                                                        | Arquipélago Filmes                                               |
| 244 | 11 de outubro de 2019  | 3 de janeiro de 2020    | Luz Vermelha                | 1 temporada, 13 episódios   | Patricia Müller                                                                                               | Vende-se Filmes                                                  |
| 245 | 24 de outubro de 2019  | 12 de dezembro de 2019  | Feitios                     | 1 temporada, 8 episódios    | Frederico Pombares e Miguel Viterbo                                                                           | Filbox                                                           |

## Década de 2020
| #   | Início                  | Término                 | Título                                   | Temporada(s) / Episódios   | Autor | Produtora                                                               |
| --- | ----------------------- | ----------------------- | ---------------------------------------- | -------------------------- | --- | ----------------------------------------------------------------------- |
| 246 | 17 de janeiro de 2020   | 29 de dezembro de 2021  | Auga Seca                                | 2 temporadas, 14 episódios | Alfonso Blanco, Araceli Gonda, Carlos Portela, Carlota Dans, Eligio R. Montero, José Rubio, Lidia Fraga e Pepe Coira | Portocabo e SP Televisão                                                |
| 247 | 8 de abril de 2020      | 27 de maio de 2020      | A Espia                                  | 1 temporada, 8 episódios   | Pandora da Cunha Telles, Pablo Iraola, Martim Baginha, Raquel Palermo, Cláudia Clemente                              | Ukbar Filmes                                                            |
| 248 | 28 de abril de 2020     | 2 de junho de 2020      | O Mundo Não Acaba Assim                  | 1 temporada, 6 episódios   | Artur Ribeiro, Filipe Homem Fonseca, Luís Filipe Borges, Nuno Duarte, Tiago R. Santos                                | Távola Redonda Produções                                                |
| 249 | 30 de abril de 2020     | 1 de maio de 2020       | A Herdade                                | 1 temporada, 4 episódios   | Rui Cardoso Martins e Tiago Guedes                                                                                   | Leopardo Filmes e Alfama Films                                          |
| 250 | 3 de junho de 2020      | 2 de setembro de 2020   | Terra Nova                               | 1 temporada, 13 episódios  | Artur Ribeiro, Nuno Duarte                                                                                           | Cinemate                                                                |
| 251 | 16 de setembro de 2020  | 25 de novembro de 2020  | O Atentado                               | 1 temporada, 10 episódios  | Francisco Moita Flores                                                                                               | José Silva Pedro                                                        |
| 252 | 2 de dezembro de 2020   | 27 de janeiro de 2021   | Crónica dos Bons Malandros               | 1 temporada, 8 episódios   | Mário Botequilha | Ukbar Filmes                                                            |
| 253 | 11 de dezembro de 2020  | presente                | Antologia 27                             | 4 temporadas, 27 episódios | (vários) | Marginal Filmes                                                         |
| 254 | 3 de fevereiro de 2021  | 31 de março de 2021     | Até Que a Vida Nos Separe                | 1 temporada, 8 episódios   | João Tordo, Tiago R. Santos e Hugo Gonçalves                                                                         | Portocabo e SP Televisão                                                |
| 255 | 29 de março de 2021     | 17 de maio de 2021      | 3 Caminos                                | 1 temporada, 8 episódios   | Alberto Macías, Carlos Molinero, Juan Ramón Ruiz de Somavía                                                          | Ficción Producciones                                                    |
| 256 | 3 de abril de 2021      | 3 de abril de 2021      | Ordem Moral                              | 1 temporada, 3 episódios   | Carlos Saboga | Alfama Films e Leopardo Filmes                                          |
| 257 | 14 de abril de 2021     | 16 de junho de 2021     | Vento Norte                              | 1 temporada, 10 episódios  | João Lacerda Matos, Almeno Gonçalves e João Cayatte                                                                  | Cinemate                                                                |
| 258 | 16 de agosto de 2021    | 2 de setembro de 2022   | Pôr do Sol                               | 2 temporadas, 36 episódios | Henrique Cardoso Dias, Manuel Pureza, Roberto Pereira e Rui Melo                                                     | Coyote Vadio                                                            |
| 259 | 8 de setembro de 2021   | 27 de outubro de 2021   | Chegar a Casa                            | 1 temporada, 8 episódios   | Filipa Poppe e Joana Andrade                                                                                         | SPi e CT                                                                |
| 260 | 2 de outubro de 2021    | 13 de novembro de 2021  | Doce                                     | 1 temporada, 7 episódios   | Cucha Carvalheiro e Filipa Martins                                                                                   | Santa Rita Filmes                                                       |
| 261 | 15 de novembro de 2021  | 29 de novembro de 2021  | Linhas de Sangue                         | 1 temporada, 6 episódios   | Manuel Pureza e Ricardo Oliveira                                                                                     | Coyote Vadio e Caos Calmo Filmes                                        |
| 262 | 5 de janeiro de 2022    | 16 de fevereiro de 2022 | Causa Própria                            | 1 temporada, 7 episódios   | Edgar Medina e Rui Cardoso Martins                                                                                   | Arquipélago Filmes                                                      |
| 263 | 21 de janeiro de 2022   | 18 de março de 2022     | Crimes Submersos                         | 1 temporada, 8 episódios   | Joaquín Llamas e Miguel Sáez                                                                                         | Coral Europa e Atlantia Media                                           |
| 264 | 23 de fevereiro de 2022 | 13 de abril de 2022     | A Rainha e a Bastarda                    | 1 temporada, 8 episódios   | Patrícia Müller | Fado Filmes                                                             |
| 265 | 14 de março de 2022     | 12 de abril de 2024     | Operação Maré Negra                      | 3 temporada, 15 episódios  | Patxi Amezcua, Natxo López                                                                                           | Axencia Galega das Industrias Culturais, CRTVG, Euskal Irrati Telebista |
| 266 | 4 de junho de 2022      | 30 de julho de 2022     | Da Mood                                  | 1 temporada, 8 episódios   | Henrique Dias | SPi                                                                     |
| 267 | 29 de junho de 2022     | 20 de julho de 2022     | Sombra - Uma Mãe Sabe                    | 1 temporada, 4 episódios   | Bruno Gascon | Caracol Studios                                                         |
| 268 | 21 de setembro de 2022  | 26 de outubro de 2022   | Cuba Libre                               | 1 temporada, 6 episódios   | Henrique Oliveira | HOP! Filmes                                                             |
| 269 | 14 de novembro de 2022  | 12 de dezembro de 2022  | O Ano da Morte de Ricardo Reis           | 1 temporada, 5 episódios   | João Botelho | Alexandre Oliveira, Pedro Bento                                         |
| 270 | 16 de novembro de 2022  | 31 de maio de 2023      | Contado por Mulheres                     | 2 temporadas, 10 episódios | (vários) | Ukbar Filmes                                                            |
| 271 | 21 de dezembro de 2022  | 16 de fevereiro de 2023 | Abandonados                              | 1 temporada, 7 episódios   | António Monteiro Cardoso                                                                                             | —                                                                       |
| 272 | 16 de janeiro de 2023   | 20 de fevereiro de 2023 | O Crime do Padre Amaro                   | 1 temporada, 6 episódios   | Alexandre Rodrigues, Manuel Prates e Leonel Vieira                                                                   | —                                                                       |
| 273 | 22 de fevereiro de 2023 | 12 de abril de 2023     | Cavalos de Corrida                       | 1 temporada, 8 episódios   | André Santos e Marco Leão                                                                                            | —                                                                       |
| 274 | 27 de fevereiro de 2023 | 17 de abril de 2023     | Motel Valkirias                          | 1 temporada, 8 episódios   | Patrícia Müller | —                                                                       |
| 275 | 16 de março de 2023     | 6 de abril de 2023      | PJ 7                                     | 1 temporada, 8 episódios   | — | Sky Dream Entertainment                                                 |
| 276 | 24 de abril de 2023     | 25 de abril de 2023     | Salgueiro Maia – O Implicado             | 1 temporada, 4 episódios   | — | —                                                                       |
| 277 | 1 de maio de 2023       | 5 de junho de 2023      | Emília                                   | 1 temporada, 6 episódios   | Filipa Amaro | —                                                                       |
| 278 | 1 de maio de 2023       | 19 de junho de 2023     | Capitães do Açúcar                       | 1 temporada, 10 episódios  | Tiago Sarmento, Tiago Correia e Ricardo Leite                                                                        | —                                                                       |
| 279 | 7 de junho de 2023      | 26 de julho de 2023     | Braga                                    | 1 temporada, 8 episódios   | Tiago R. Santos, Tino Navarro                                                                                        | MGN FILMES                                                              |
| 280 | 31 de julho de 2023     | 18 de agosto de 2023    | Ao Largo                                 | 1 temporada, 13 episódios  | Gonçalo Pereira, Marta Pais Lopes                                                                                    | —                                                                       |
| 281 | 21 de agosto de 2023    | 1 de setembro de 2023   | Curral de Moinas - Os Banqueiros do Povo | 1 temporada, 10 episódios  | — | —                                                                       |
| 282 | 21 de agosto de 2023    | 1 de setembro de 2023   | Glória                                   | 1 temporada, 10 episódios  | Pedro Lopes | SPi                                                                     |
| 283 | 4 de setembro de 2023   | 25 de setembro de 2023  | Histórias da Montanha                    | 1 temporada, 5 episódios   | Tiago R. Santos | Fado Filmes                                                             |
| 284 | 2 de outubro de 2023    | 6 de novembro de 2023   | Códex 632                                | 1 temporada, 6 episódios   | Pedro Lopes | SPi, RTP e Globoplay                                                    |
| 285 | 13 de novembro de 2023  | 18 de dezembro de 2023  | Lusitânia                                | 1 temporada, 6 episódios   | Nuno Soler | Take It Easy                                                            |
| 286 | 15 de janeiro de 2024   | 4 de março de 2024      | Matilha                                  | 1 temporada, 7 episódios   | Edgar Medina, Guilherme Mendonça, Patrícia Muller e Rui Cardoso Martins                                              | Arquipélago Filmes                                                      |
| 287 | 11 de março de 2024     | 29 de abril de 2024     | Erro 404                                 | 1 temporada, 8 episódios   | — | Santa Rita Filmes                                                       |
| 288 | 7 de junho de 2024      | 12 de julho de 2024     | Sempre                                   | 1 temporada, 6 episódios   | David Neto, Luís Filipe Borges, Luís Lobão e Manuel Pureza                                                           | Coyote Vadio                                                            |
| 289 | 15 de julho de 2024     | 5 de agosto de 2024     | Hotel do Rio                             | 1 temporada, 4 episódios   | — | Midas Filmes                                                            |
| 290 | 5 de agosto de 2024     | presente                | Salto de Fé                              | 3 temporadas, 28 episódios | Gonçalo Pereira, Ana Casaca, Inês Gomes, José Pinto Carneiro e Susana Romana                                         | SP Televisão                                                            |
| 291 | 14 de outubro de 2024   | 25 de novembro de 2024  | Irreversível                             | 1 temporada, 6 episódios   | Bruno Gascon | Caracol Protagonista                                                    |
| 292 | 2 de dezembro de 2024   | 20 de janeiro de 2025   | O Americano                              | 1 temporada, 8 episódios   | Ivo M. Ferreira, Bruno Vieira Amaral e Hélder Beja                                                                   | Actions Per Minute                                                      |
| 293 | 4 de janeiro de 2025    | presente                | Bairro do Humor                          | 1 temporada, 13 episódios  | Eduardo Madeira | ShowBees                                                                |
| 294 | 27 de janeiro de 2025   | 3 de março de 2025      | A Travessia                              | 1 temporada, 6 episódios   | Fernando Vendrell | David & Golias                                                          |
| 295 | 10 de março de 2025     | 14 de abril de 2025     | Finisterra                               | 1 temporada, 7 episódios   | Guilherme Branquinho e Leone Niel                                                                                    | Take It Easy                                                            |
| 296 | 28 de março de 2025     | 2 de maio de 2025       | Ponto Nemo                               | 1 temporada, 6 episódios   | — | Ukbar Filmes, Maré Branca Produções e Ficcion Producciones              |
| 297 | 25 de abril de 2025     | 2 de maio de 2025       | Daqui Houve Resistência                  | 1 temporada, 5 episódios   | — | Bandoaparte e Olho de Vidro - Associação Cinematográfica de Guimarães   |
| 298 | 7 de maio de 2025       | 11 de junho de 2025     | Ruído                                    | 1 temporada, 8 episódios   | Bruno Nogueira | —                                                                       |
| 299 | 9 de maio de 2025       | 6 de junho de 2025      | Favàtrix                                 | 1 temporada, 5 episódios   | — | —                                                                       |
| 300 | 16 de junho de 2025     | 4 de agosto de 2025     | Faro                                     | 1 temporada, 8 episódios   | — | —                                                                       |
| 301 | 20 de junho de 2025     | 25 de julho de 2025     | Lume                                     | 1 temporada, 6 episódios   | — | Coral Vision Europa e Setemedia                                         |
| 302 | 25 de agosto de 2025    | 5 de setembro de 2025   | Felp                                     | 1 temporada, 12 episódios  | — | —                                                                       |
| TBA | 2025                    | —                       | Situações Delicadas                      | 1 temporada, 6 episódios   | — | Firma Filmes                                                            |
| TBA | 2025                    | —                       | Madrugada Suja                           | 1 temporada, 6 episódios   | Filipa Cabrita de Sousa                                                                                              | Maria & Mayer                                                           |
| TBA | setembro de 2025        | —                       | Espias                                   | 1 temporada, TBA episódios | — | —                                                                       |
| TBA | 2025                    | —                       | Casa Abrigo                              | 1 temporada, 6 episódios   | — | Fado Filmes                                                             |
| TBA | 2025                    | —                       | Fernão Lopes                             | 1 temporada, TBA episódios | Hugo Diogo | Lanterna de Pedra Filmes                                                |
| TBA | 2025                    | —                       | Homens de Honra                          | 1 temporada, 8 episódios   | — | Sky Dreams                                                              |
| TBA | 2025                    | —                       | Lugar 54                                 | 1 temporada, TBA episódios | — | —                                                                       |
| TBA | 2025                    | —                       | Refúgio do Medo                          | 1 temporada, 8 episódios   | Filipa Poppe, Joana Andrade e Sveinbjorn I. Baldvinsson                                                              | SPi e Glassriver                                                        |
| TBA | 2025                    | —                       | Vitória                                  | 1 temporada, TBA episódios | — | —                                                                       |

## Por exibir
| Título                               | Temporada(s) / Episódios   | Autor                                            | Produtora                |
| ------------------------------------ | -------------------------- | ------------------------------------------------ | ------------------------ |
| A Criança                            | 1 temporada, 3 episódios   | Marguerite de Hillerin e Félix Dutilloy-Liégeois | Leopardo Filmes          |
| A Força de Vencer                    | 1 temporada, TBA episódios | —                                                | Ukbar Filmes             |
| A Marquesa de Alorna                 | 1 temporada, 6 episódios   | —                                                | Ukbar Filmes             |
| A Severa                             | 1 temporada, TBA episódios | Cláudia Clemente e João Tordo                    | Ukbar Filmes             |
| Águas Passadas                       | 1 temporada, TBA episódios | João Tordo                                       | —                        |
| Algodão a Frio                       | 1 temporada, 6 episódios   | —                                                | SPi                      |
| Circo de Feras                       | 1 temporada, TBA episódios | Patrícia Müller                                  | Sky Dreams Productions   |
| Ilha de Cristal                      | 1 temporada, TBA episódios | —                                                | SPi                      |
| Jesus Quisto                         | 1 temporada, TBA episódios | —                                                | —                        |
| Jones                                | 1 temporada, TBA episódios | Bruno Gaston                                     | Caracol Studios          |
| Memórias dum Expedicionário a França | 1 temporada, TBA episódios | —                                                | Stopline Films           |
| Millennial Mal                       | 1 temporada, TBA episódios | —                                                | —                        |
| O Guarda                             | 1 temporada, TBA episódios | —                                                | Ukbar Filmes             |
| Pátria                               | 1 temporada, 6 episódios   | Bruno Gascon                                     | Caracol Protagonista     |
| Projecto Global                      | 1 temporada, 6 episódios   | —                                                | O Som e a Fúria          |
| Rua do Mundo                         | 1 temporada, TBA episódios | Kalaf Epalanga                                   | Ukbar Filmes             |
| Sodade                               | 1 temporada, 5 episódios   | TBA                                              | Lanterna de Pedra Filmes |